# E-finance For Digital and Financial Investments
E-finance For Digital and Financial Investments S.A.E. (auch als eFinance Investment Group bekannt) ist ein ägyptischer Finanzdienstleister mit Sitz in Kairo. Das Unternehmen auf die Entwicklung von digitalen Zahlungsinfrastrukturen spezialisiert. Es bietet außerdem ein integriertes Plattformentwicklungsgeschäft mit elektronischen Zahlungsdiensten, Cloud-Services und professionellen Dienstleistungen. Das Unternehmen ist die führende ägyptische Investmentgesellschaft und arbeitet mit allen ägyptischen Ministerien und den größten Unternehmen zusammen, um deren digitale Kompetenz stärken.
Im Jahr 2024 wurde das Unternehmen auf Platz 39 der Forbes-Liste der 50 wertvollsten Unternehmen in Ägypten geführt.
Es ist Mitglied im EGX 30 Index an der Egyptian Exchange. Die größten Aktionäre sind der Staat Ägypten (61,27 %), Egyptian Co. for Investment Projects (6,69 %), Egyptian Banks Co. for Technological Advancement SAE (6,69 %). Der Streubesitz beträgt 25,36 %.

## Geschichte
Das Unternehmen wurde im Jahr 2005 als Finanznetzwerk der ägyptischen Regierung gegründet. Heute ist die Gruppe die einzige Institution, die ausschließlich zur Verarbeitung und Abwicklung staatlicher Zahlungs- und Inkassotransaktionen befugt ist und der bevorzugte digitale Partner des ägyptischen Staates.  Der Börsengang fand im Jahr 2001 statt und war der größte in diesem Jahr an der Egyptian Exchange. Der Umsatz verdoppelte sich von 1,963 Mrd. EGP im Jahr 2021 auf 3,899 Mrd. EGP im Jahr 2023.